# Kärrvaxskinn
Kärrvaxskinn (Phlebia subochracea) är en svampart som först beskrevs av Alb. & Schwein., och fick sitt nu gällande namn av J. Erikss. & Ryvarden 1976. Kärrvaxskinn ingår i släktet Phlebia och familjen Meruliaceae.  Arten är reproducerande i Sverige. Inga underarter finns listade i Catalogue of Life.